# Linia kolejowa nr 214
Linia kolejowa nr 214 Somonino – Kartuzy – wyłączona z eksploatacji, drugorzędna, niezelektryfikowana, jednotorowa linia kolejowa w województwie pomorskim, fragment dawnej linii kolejowej Kościerzyna – Kartuzy, a w latach 1918–1930 jedyna polska linia do Gdyni pozwalająca na ominięcie terytorium Wolnego Miasta Gdańska. W 2003 na linii zawieszono regularny ruch pociągów pasażerskich (w latach 2010–2014 prowadzono przewozy w sezonie wakacyjnym).

## Przebieg linii
Linia kolejowa nr 214 zaczyna się na stacji Somonino, gdzie odbija w lewo od linii 201. Następnie w przebiegu zbliżonym do drogi wojewódzkiej nr 224 biegnie początkowo na północny wschód, po czym skręca na północny zachód. Mija jedyną miejscowość na trasie (Leszno). Za Lesznem linia ponownie biegnie na północny wschód i kończy się w Kartuzach.
W latach 2022–2023 wybudowano nowy odcinek linii kolejowej nr 214, który umożliwi jazdę pociągów z Kościerzyny i Somonina przez Kartuzy w kierunku Trójmiasta bez konieczności zmiany czoła składu, co skróci czas podróży.
Linia w całości znajduje się na terenie powiatu kartuskiego oraz na terenie mezoregionu Pojezierze Kaszubskie.

## Historia

### 1901–1945
Linia kolejowa nr 214 powstała w 1901 jako linia łącząca Kartuzy z Kościerzyną. Linia ta była typową pruską linią, która łączyła stolice ościennych powiatów. Odcinek obecnej linii 214 został oddany do użytku 14 listopada 1901, jednakże pociągi pasażerskie poruszały się tędy dopiero od 1 grudnia. Po 16 dniach, ze względu na ostry atak zimy, który spowodował wykolejenie pociągu relacji Kościerzyna – Kartuzy, ruch pociągów został zawieszony. W 1909 zbudowano dworzec w Kartuzach. W latach 1918–1930, czyli od odzyskania przez Polskę niepodległości do zbudowania Magistrali Węglowej, linia Kościerzyna – Kartuzy była jedynym połączeniem Gdyni omijającym terytorium Wolnego Miasta Gdańska. Z tego powodu, mimo posiadania parametrów linii lokalnej, ruch był znaczny. Dodatkowo niekorzystne było położenie stacji w Kartuzach, gdyż pociągi musiały zmieniać czoło, co wiązało się z koniecznością obracania parowozów. Po 1930 linia ta była linią wyłącznie lokalną, jednakże jej rola wzrosła w porównaniu do czasów przed 1918, gdyż stanowiła najkrótsze połączenie Kartuz z Gdynią.

### 1945–1989
W wyniku działań wojennych, podczas II wojny światowej, spłonął dworzec w Kartuzach, a sama linia w momencie zakończenia działań wojennych była nieprzejezdna. Ruch pasażerski na odcinku Kartuzy – Somonino został przywrócony w maju 1945. Pociągi z i do Kartuz były skomunikowane w Somoninie z pociągami do Gdyni i Kościerzyny. Nowy dworzec został oddany do użytku w 1953. W 1979 powstał jedyny przystanek osobowy pomiędzy Somoninem a Kartuzami – w Lesznie.

### Po 1989
W marcu 2001 dzięki interwencji i dofinansowaniu samorządu województwa pomorskiego linia została uratowana przed likwidacją.
1 lutego 2003 ruch pasażerski został zawieszony, mimo iż przewozy były realizowane autobusami szynowymi.
Te ostatnie częściowo reaktywowano w 2010, gdy uruchamiono przewozy do Kartuz w sezonie wakacyjnym (wyjątkiem był rok, kiedy pociągi do Kartuz nie kursowały ze względu na przebudowę linii 201 i 229).
W 2010 wznowiono sezonowy ruch pasażerski na trasie Gdynia Główna – Kartuzy. Połączenie funkcjonowało do 2014 roku. W 2015 połączenie nie mogło funkcjonować ze względu na remont linii nr 201 i 229. 1 października uruchomiono regularne połączenie Kartuz z Trójmiastem przez linię nr 229.
25 września 2017 PKP PLK podpisały ze spółką Egis Poland umowę na opracowanie dokumentacji projektowej elektryfikacji linii nr 214.
13 lipca 2022 ogłoszono przetarg na modernizację i elektryfikację całej linii w formie zaprojektuj i zbuduj.
W latach 2022–2023 wybudowano nowy odcinek linii kolejowej nr 214, który umożliwi jazdę pociągów z Kościerzyny i Somonina przez Kartuzy w kierunku Trójmiasta bez konieczności zmiany czoła składu, co skróci czas podróży.

## Infrastruktura
Na całej długości linia jest jednotorowa i niezelektryfikowana.
W latach 2022–2023 wybudowano nowy odcinek linii kolejowej nr 214, który umożliwi jazdę pociągów z Kościerzyny i Somonina przez Kartuzy w kierunku Trójmiasta bez konieczności zmiany czoła składu, co skróci czas podróży.

### Stacje węzłowe
| Miejsce       | Schemat | Linie i kierunki                  |
| ------------- | ------- | --------------------------------- |
| Somonino      |         | 201 Nowa Wieś Wielka, Gdynia Port |
| Kartuzy       |         | 229 Pruszcz Gdański, Łeba         |
| [ 19 ] [ 20 ] |         |                                   |

### Punkty eksploatacyjne
Każdy z dworców na linii został wybudowany w innym czasie i innym stylu i żaden z nich nie zachował pierwotnego stylu pruskiego. Budynek dworcowy w Somoninie jest przykładem połączenia dwóch brył – starszej, pochodzącej z czasów budowy linii, do której został dostawiony budynek w stylu zbliżonym do obiektów z linii Bydgoszcz – Gdynia, w którym zostało zbudowane większość dworców w północnej część Magistrali Węglowej. W Lesznie Kartuskim, ze względu na powstanie przystanku w latach 70. oraz niewielkie znacznie, funkcję dworca pełni blaszana buda podobna do stosowanych na przystankach autobusowych. Dworzec w Kartuzach został zbudowany w latach 50., gdyż poprzedni spłonął w czasie wojny. Nowy budynek powstał od podstaw, stąd nie jest nawet podobny do budynku przedwojennego. W listopadzie 2016 dokonano jego rozbiórki w celu budowy nowego dworca nawiązującego formą do historycznego.
| Rodzaj i nazwa                      | Zdjęcie | Liczba krawędzi peronowych | Infrastruktura                                                                 |
| ----------------------------------- | ------- | -------------------------- | ------------------------------------------------------------------------------ |
| stacja kolejowa Somonino            |         | 2                          | wiata urządzenia nagłaśniające                                                 |
| przystanek osobowy Leszno Kartuskie |         | 1                          |                                                                                |
| stacja kolejowa Kartuzy             |         | 2                          | nieczynna lokomotywownia, nieczynna wieża wodna wiata urządzenia nagłaśniające |
| [ 20 ]                              |         | [ 23 ] [ 26 ]              |                                                                                |

## Ruch pociągów

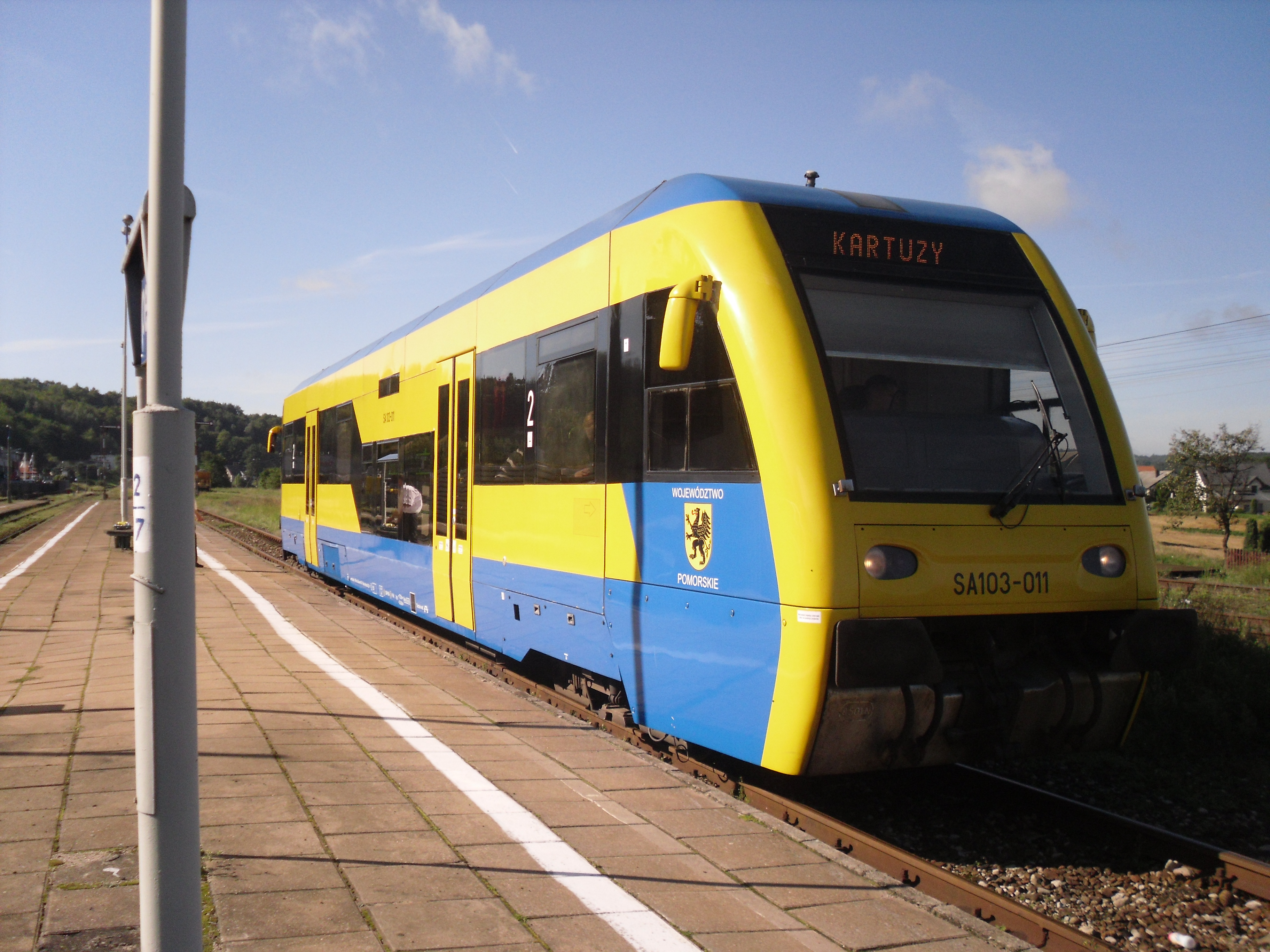
Pociąg Gdynia – Kartuzy na stacji Somonino

Stały ruch pociągów został zawieszony w 2003. W 2010 nastąpiła reaktywacja pociągów w wakacje letnie. Do 2013 na linii kursowały włącznie dwie pary pociągów relacji Gdynia Główna – Kartuzy.